# René Meulensteen
René Meulensteen, född 25 mars 1964, är en nederländsk fotbollstränare. 
Han var tidigare A-lagstränare i Manchester United.
Under många år var han Manchester Uniteds kontakt i samarbetet med IF Brommapojkarna där han jobbade nära ungdomstränarna Tobias Ackerman, Stefan Billborn, Tommy Söderström, Mathias Jonsson och Charlie Lidholm mfl.